# Tábor (Csehország)

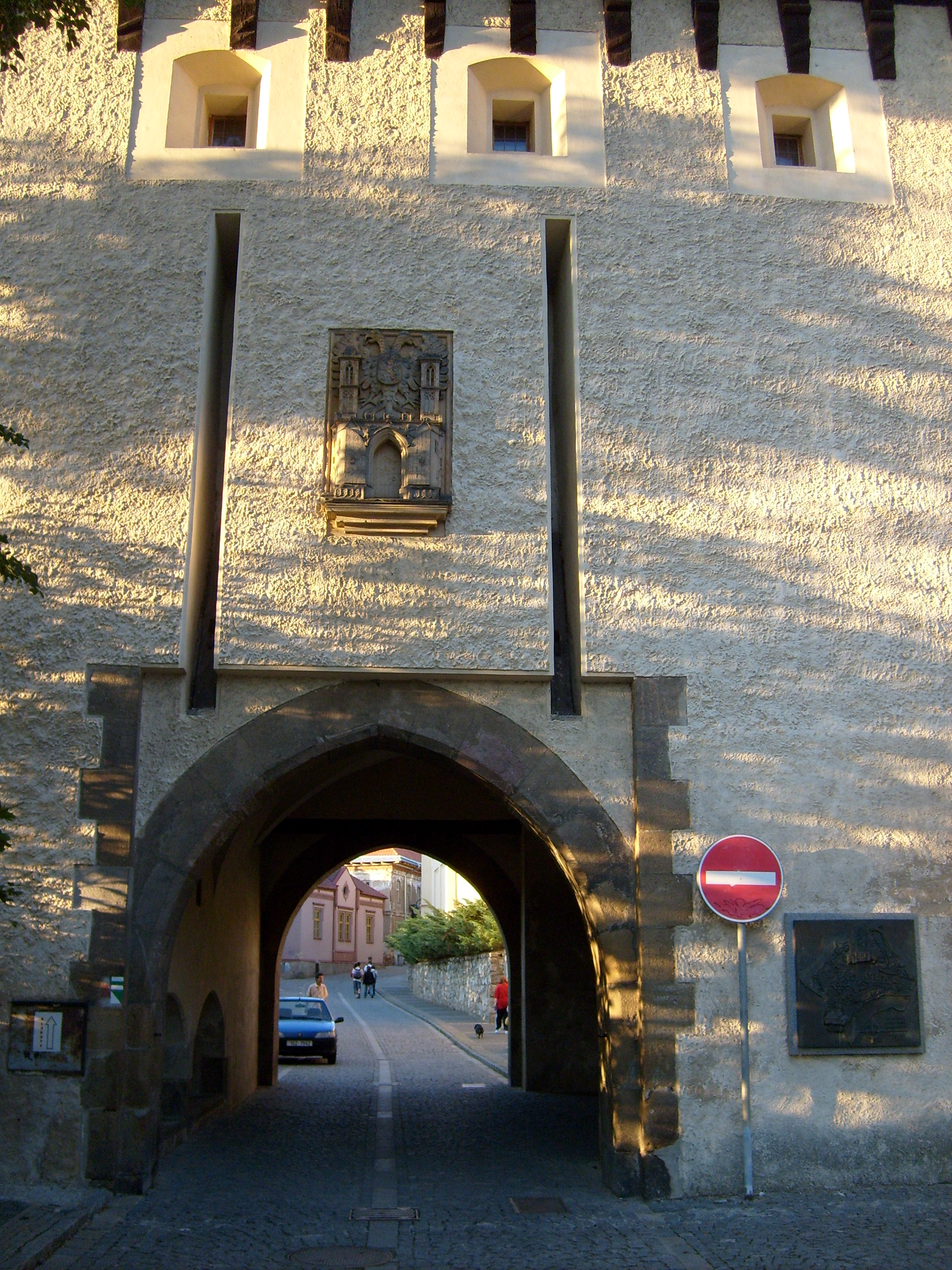
Kotnov vára, Bechyněi kapu

Tábor település Csehországban, a Dél-csehországi kerületben (Jihočeský kraj). A Tábori járás székhelye.

## Fekvése
Prágától délre fekvő település, a D3-as autópálya (az E14-es európai út) mellett.

## Története
Tábor a husziták egykori központja volt. Nevét a Bibliában említett Tábor hegyéről (Galilea) kapta, de a mai cseh nyelvben is tábort jelent.  Itt volt a husziták egykori erődje, melyet 1420-ban egy vizektől védett gránittömbön Zsizska János (csehül: Jan Žižka) vezetése alatt álló husziták alapítottak. A város után nevezték a husziták radikális irányzatát táboritáknak.
Az egykori feljegyzések szerint itt a teljes anyagi és emberi egyenlőséget igyekeztek megteremteni: Máig a főtéren áll az általuk használt egykori kádak sora, melybe a huszita seregbe jelentkezőknek - hogy teljesen egyenlők legyenek - minden vagyontárgyukat bele kellett dobniuk. Élelmezésükről a tábor gondoskodott és ott dolgoztak, ahová kijelölték őket. Papjaik nem voltak, felfogásuk szerint mindenkinek joga van a bibliát magyarázni, az Igét hirdetni. Ezért, mint „eretnekek” élesen szembe kerültek a katolikus egyházzal. Két szín alatt áldoztak, és jelvényük sem a kereszt volt, hanem a kehely.
A táboriták közössége 1420-tól 1434-ig állt fenn. Ez idő alatt a huszita seregek győzelmet-győzelemre halmoztak.
A cseh rendek még a 17. században is kelyhes zászló alatt indultak harcba a Habsburg elnyomás ellen. A protestáns szövetség fehérhegyi veresége után is Tábor városa volt az utolsó erőd, amely a legtovább ellenállt az osztrákok megismétlődő ostromainak.
Tábor városa ma egy történelmi múzeum. 15. századi városfalainak és bástyáinak egy része - főleg a belváros északi oldalán - máig megmaradt.
Főtérhez közeli házainak többsége reneszánsz stílusú, homlokzatukat sgraffito díszíti.
A főtéren áll egy reneszánsz díszkút, valamint a huszita vezérek emlékművei is itt találhatók. A huszita idők óta itt állnak azok a kőasztalok is, amelyeken a harcosok étkeztek, és itt vannak a Városháza 6. számú ház előtt azok a kőkádak is, amelyekbe a harcosok értékeiket beledobálták. Egykor itt tartották híres; támadásra és védekezésre egyaránt alkalmas harci szekereiket is.

## Nevezetességei
- Kotnov várának maradványai - A 18. századi várból csak egy henger alakú vártorony és egy bástya, valamint a Bechyně-kapu maradt meg, melyekben ma múzeum van.
- Városháza - 1440-ben épült, tornya is gótikus stílusú. A 15. század óta többször restaurálták, azonban eredeti formája mindvégig megmaradt. Az épületben található a huszita mozgalom dokumentumait őrző múzeum is.
- Szűz Mária templom - 1642-1666 között épült, barokk stílusban.
- Tábori plébánia templom - késő gótikus stílusban épült a 15. század második felében.
- Labirintusok - a Főtér alatti kazamatákba bújt el a város lakossága harcok idején.
- Víztorony - a Főtértől északra található, még a reneszánsz korban épült különleges műszaki megoldású építmény. A Jordan-tó Csehország első mesterséges víztározója, 1492-ben létesült. A tervezők egy 18 méter magas mesterséges vízesés energiáját használták fel arra, hogy az ivóvizet a város magasabban fekvő részeibe és a toronyba is felnyomják.

## Népesség
A település népessége az elmúlt években az alábbi módon változott:
| Lakosok száma | 6717 | 12 652 | 18 204 | 23 696 | 31 867 | 36 557 | 34 482 | 34 456 | 33 410 | 34 370 |
|               | 1869 | 1890   | 1921   | 1950   | 1980   | 2001   | 2017   | 2019   | 2022   | 2024   |

## Testvérvárosok
- Konstanz, Németország
- Dole, Franciaország
- Wels, Ausztria
- Orinda, Amerikai Egyesült Államok
- Škofja Loka, Szlovénia
- Érsekújvár, Szlovákia
- Schmalkalden, Németország
- Trencsén, Szlovákia